# Telebasis watsoni
Telebasis watsoni är en trollsländeart som beskrevs av Bick 1995. Telebasis watsoni ingår i släktet Telebasis och familjen dammflicksländor. Inga underarter finns listade i Catalogue of Life.